# Dracula psittacina
Dracula psittacina är en orkidéart som först beskrevs av Heinrich Gustav Reichenbach, och fick sitt nu gällande namn av Carlyle August Luer och Rodrigo Escobar. Dracula psittacina ingår i släktet Dracula och familjen orkidéer.
Artens utbredningsområde är Colombia. Inga underarter finns listade i Catalogue of Life.

## Bildgalleri

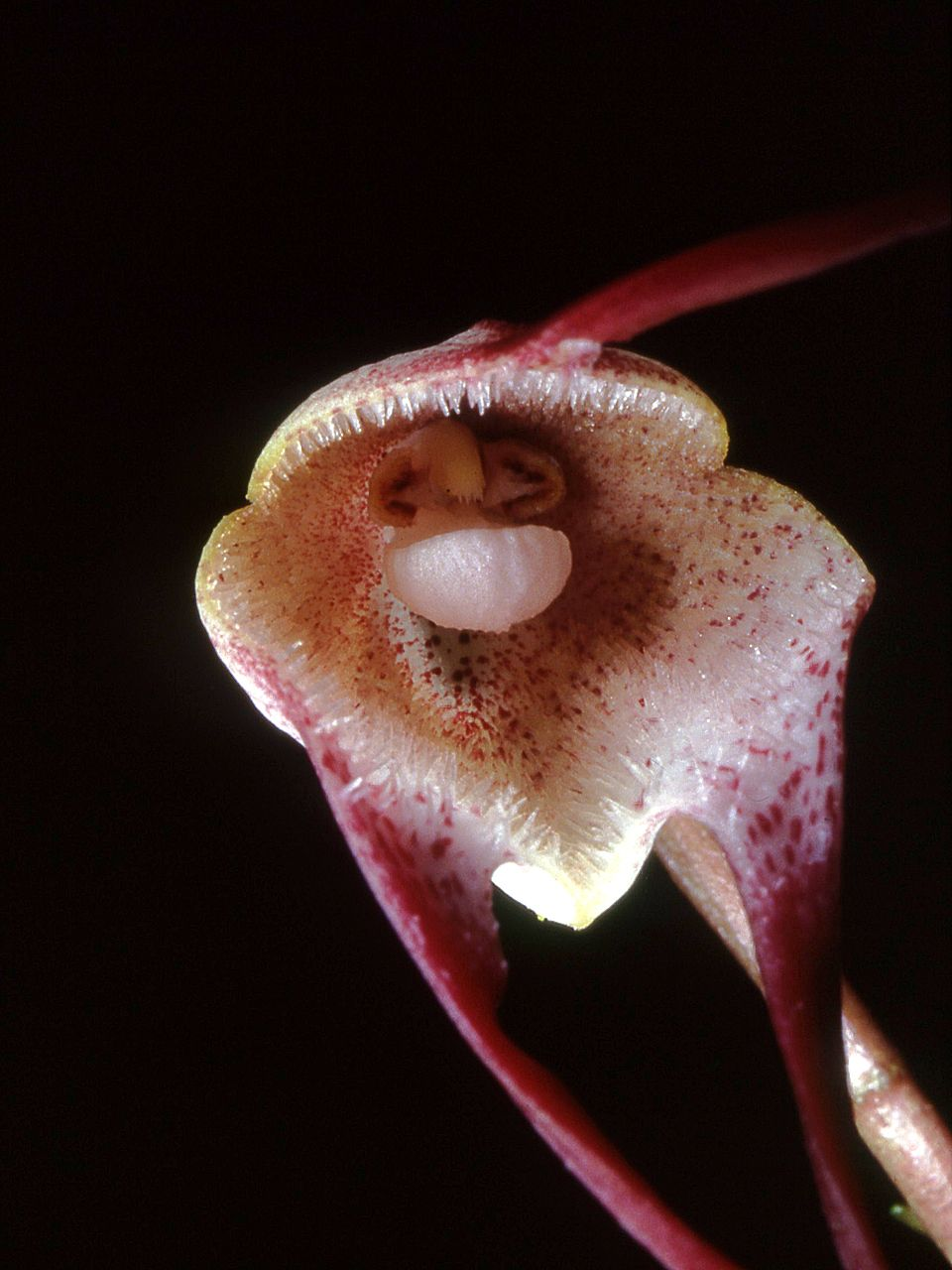